# 杨林浆湖
杨林浆湖是一个位于中国江西省进贤、余干县的湖泊，面积约为10平方千米，平均水深约为1.4—2.6米。